# Oswald Jacoby
Oswald Jacoby (ur. 8 grudnia 1902 w Nowym Jorku, zm. 27 czerwca 1984 w Dallas) - był amerykańskim brydżystą i autorem książek na temat brydża, pokera i tryktraka. Znany jest przede wszystkim jako autor brydżowych konwencji licytacyjnych 2BA Jacoby i Transfery Jacoby'ego.
Jego syn, James Jacoby, również był brydżystą. W 1965 roku wspólnie zdobyli Trofeum Vanderbilt.
Pisarka i dziennikarka Susan Jacoby jest jego siostrzenicą.